# しなやかに傷ついて
『しなやかに傷ついて』（しなやかにきずついて）は、北川みゆきによる日本の漫画作品。『Cheese!』（小学館）に連載されていた。単行本は全2巻。

## あらすじ
ある日、女子高生の亜依が出会ったのは「ハンバーガーを食べたことがない」と言う男の子。行く所がないと言うその男の子を一晩だけ部屋に泊めた亜依。しかし彼は名前も名乗らず、亜依に小さな鈴を残して姿を消してしまう。
去った後に彼に一目ぼれしていたと気づいたことに気づいた亜依。しかし、彼にたどり着く術はたった一つの小さな鈴。
しかし、修学旅行で訪れた京都。学習の一環と、狂言を観ることになっていた生徒たち。そして、亜依の前に現れたのは秋だった。秋は将来を期待される若き狂言師だったのだ。

## 登場人物
亜依（あい）
普通の女子高生。身分違いの恋に奮闘する。
篝 秋（かがり しゅう）
将来を嘱望される若き狂言師。女性の狂言ファンを増やすきっかけとなった。